# Johann Friedrich Schubert
Johann Friedrich Schubert (Rudelstadt, 17 de desembre de 1770 - Colònia, octubre de 1811) fou un compositor alemany.
Dirigí l'orquestra en diversos teatres d'òpera d'Alemanya i va escriure un Concert per a violí; un fragment concertant per a oboè i baix; Duos per a violins; peces per a piano, i una òpera.
A més va escriure, una Neue Singschule oder Gründliche und vollständige zur Singkunst (1814).